# Pancho Guedes
Amancio d'Alpoim Miranda Guedes, conegut com a Pancho o Amancio Guedes és un arquitecte, escultor i pintor portuguès, nascut l'any 1925 a Lisboa, arquetip del Modernisme eclèctic.

## Vida i obres
Nascut a Lisboa el 1925, es va traslladar amb la seva família al territori portuguès de Moçambic quan explicava només 7 anys.
Va estudiar a São Tomé i Príncipe, Guinea, Lisboa, Lourenço Marquis (actual Maputo), Johannesburg i a Porto.
Va passar molt temps al territori portuguès d'Àfrica oriental, on va dissenyar més de 500 edificis, molts d'ells a la capital del territori, Lourenço Marques. Guedes va formar part del "Team 10", un grup d'arquitectes que es van reunir al juliol de 1953 en el 9è Congrés del CIAM i van adoptar nous enfocaments per a l'urbanisme. A part dels seus grans projectes arquitectònics, és un actiu escultor i pintor i ha exposat al Museu col·lecció Bernardo a Lisboa, entre altres llocs. Després de la Revolució dels clavells a Lisboa, va abandonar el territori pràcticament independent. La independència de Moçambic va ser establerta el 1975 i oficialment va ser nomenada com a República Popular de Moçambic.
La dramàtica sortida de Moçambic l'any 1974 va deixar a la seva família gairebé sense diners. Però gràcies a la seva reputació adquirida gairebé llegendària, Pancho va rebre una invitació per ocupar una càtedra en el recentment fundat departament d'Arquitectura de la Universitat de Witwatersrand a Johannesburg.
Des de 1990, és professor a Lisboa. Fent classes en la Facultat d'Arquitectura de la Universitat Tècnica de Lisboa i en la Universitat Lusòfona de Lisboa.
És l'autor del "Casal dos Olhos" o Casa dels ulls, inspirada en Gaudí, en Eugaria, als voltants de Sintra.
Gran part de la seva obra construïda es troba en Moçambic i data de la dècada de 1950 i de la de 1960.
També té obra construïda a Àfrica del Sud.